# أنتوني سارسيفيتش
أنتوني تشارلز سارسيفيتش (بالإنجليزية: Antoni Charles Sarcevic) هو لاعب كرة قدم إنجليزي محترف، من مواليد 13 مارس 1992، يلعب كلاعب خط وسط لفريق ستوكبورت كونتي.

## روابط خارجية
- أنتوني سارسيفيتش على موقع قاعدة بيانات كرة القدم.إي يو (الإنجليزية)
- أنتوني سارسيفيتش على موقع Soccerbase.com (لاعب) (الإنجليزية)